# ローションガーゼ
ローションガーゼとは、ローションに浸したガーゼ (パンスト等の布を使うこともある) を性器に擦り付ける自慰行為、またはプレイの1つである。
亀頭への刺激、摩擦から性的な興奮を得る目的で男性自身が行う事が多いが、パートナーから実施される場合もある。
絶頂をすることが難しいため、前戯として行われることが多い。通常では得られない刺激から、失禁してしまう男性もいる。
ガーゼの両端を掴んで左右に動かすのが一般的であるが、片手でガーゼを覆うように持ち亀頭への刺激を与える、といった応用プレイも存在する。